# 수구파 (조선)
수구파(守舊派)는 시대에 따라 의미의 차이가 있다. 보수는 점진적인 변화, 수구는 전통가치의 극단적 보존이라는 점인데 초기에는 흥선대원군이 물러나고 고종과 명성황후가 개화정책을 추진하면서 이에 반대하는 위정척사파를 가리켰다. 그러나 임오군란 이후에는 명성황후 민씨 척족과 그와 관련된 세력을 일컫는 말이었다. 개화정책을 하면서 청을 모델로 하는 친청파(親淸派)와 일본을 모델로 하는 친일파(親日派)로 구분되는데 온건 개화파와 급진 개화파로 구분된다. 이들은 개화 정책을 두고 극도로 대립하였는데 온건 개화파의 정책이 힘을 얻게 되자 급진 개화파들은 민씨 척족 세력은 물론 온건 개화파까지 포함시켜 수구당이라고 불렀다. 
이렇게 본래 수구의 의미와는 다르게 급진 개화파들의 정치적 의도가 포함된 용어로 변질되어 누구를 수구파로 보아야할지는 가치판단이 들어가는 부분이다. 급진개화파는 갑신정변 때 이들을 수구파로 몰아 주요 제거 대상으로 삼았다.
갑신정변이 일어났을 때 김윤식, 서상우 등의 일부 온건개화파와 협력하기도 했으나 갑오개혁, 을미개혁 때는 온건개화파를 비롯한 개화파 전체와 대립하였다.
대표적인 수구파 인물로는 심상훈, 윤태준, 민영목, 민태호, 조영하, 이조연 등이 거론된다.